# Райдужна оболонка

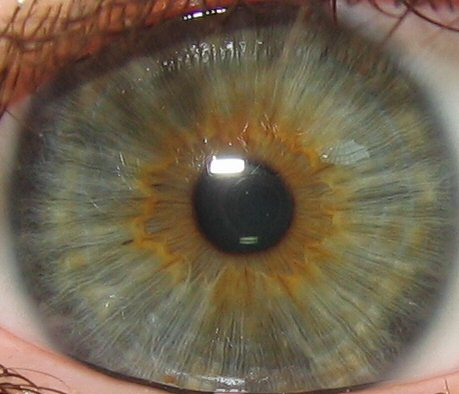
Райдужна оболонка ока людини

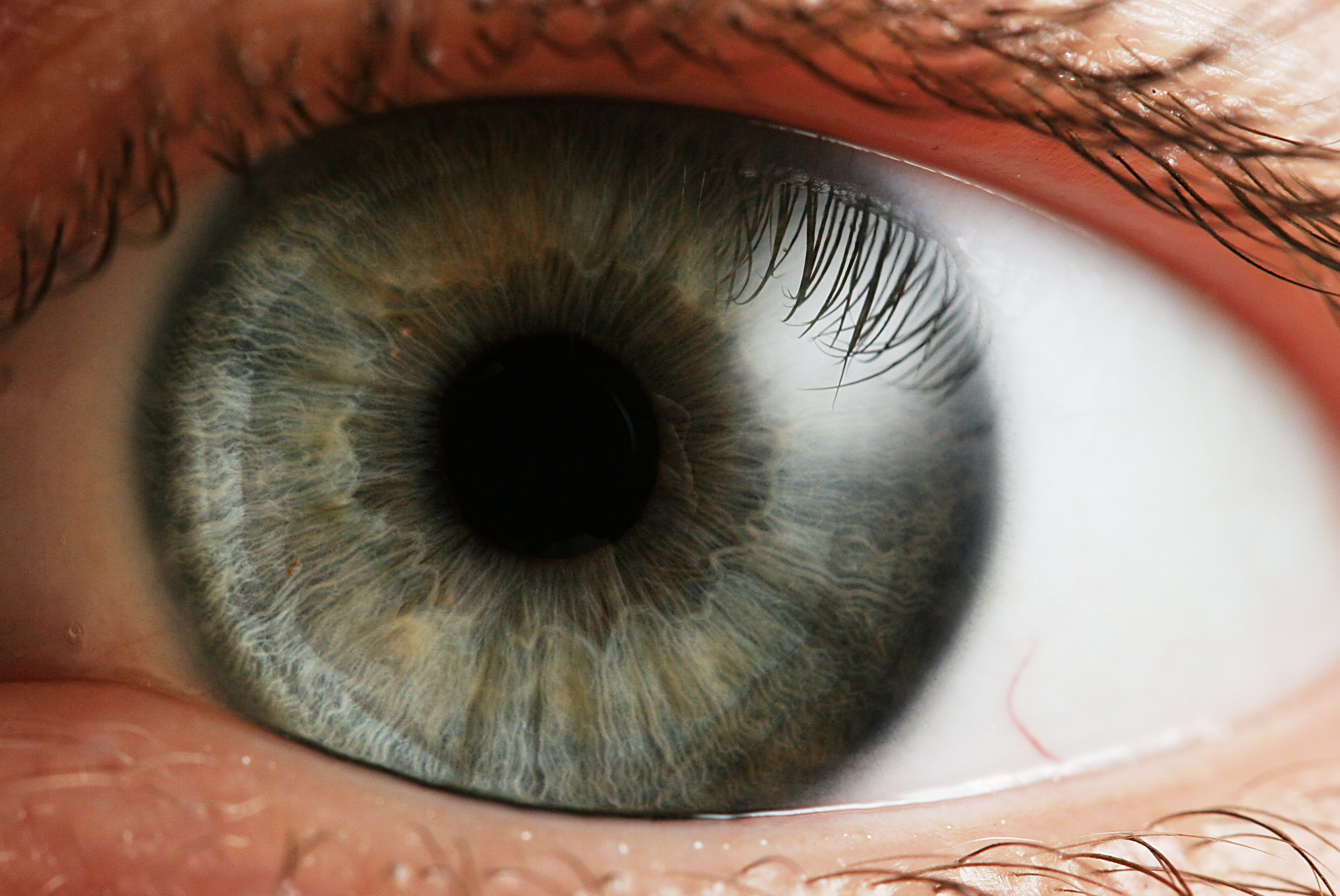
Індивідуальний малюнок райдужки ока, який забезпечується волокнами м'язу, пігментом меланіном та судинною сіткою.

1 — Склера. 2 — Судинна оболонка. 3 — Шлеммів канал. 4 — Корінь райдужки. 5 — Рогівка. 6 — Райдужка. 7 — Зіниця. 8 — Передня камера ока. 9 — Задня камера ока. 10 — Війчасте тіло. 11 — Кришталик. 12 — Скловидне тіло. 13 — Сітківка. 14 — Зоровий нерв. 15 — Зонулярні волокна.

Райдужна оболонка[джерело?], райдужка або ірис (лат. iris) — тонка рухома діафрагма ока у хребетних тварин з отвором (зіницею) в центрі; розташована за рогівкою, між передньою і задньою камерами ока, перед кришталиком. Практично світлонепроникна. Містить пігментні клітини (у ссавців — меланоцити), кругові м'язи, що звужують зіницю, і радіальні м'язи, що розширюють її. Недолік пігменту у райдужній оболонці (в цьому випадку очі мають червонуватий відтінок) поєднується з недостатньою пігментацією шкіри і волосся (альбінізм). Райдужна оболонка більшості риб не містить м'язів, і зіниця не міняє діаметра. Клітини райдужної оболонки містять пігмент меланін. Його концентрація визначає колір очей: від сіро-блакитного до темно-карого.
Зовнішній край райдужки називається циліарним краєм (margo cilliaris) є продовженням циліарного тіла, розташований на місці переходу рогівки в склеру (лімб). Внутрішній край райдужки називається зіничним краєм (margo pupillaris).
Райдужка разом з хоріоідеою і циліарним тілом є частиною середньої (судинної) оболонки ока.

## М'язи райдужної оболонки
В райдужці розташовано два м'язи антагоністи: м'яз-звужувач зіниці і м'яз-розширювач зіниці. Вони регулюють розмір зіниці і відповідно кількість світла, що попадає на сітківку.
- М'яз-звужувач зіниці отримує парасимпатичну іннервацію від окорухового нерву (ІІІ пара черпно-мозкових нервів). Розташований біля зіничного краю райдужки, має циркулярну форму.

- М'яз-розширювач зіниці отримує симпатичну іннервацію від симпатичного стовубура. Має віялоподібну форму, розташований біля циліарного краю райдужки.

Обидва м'язи складаються з гладких м'язових волокон. Розширення зіниці називають мідріаз, звуження — міоз.

## Захворювання
При альбінізмі пігмент повністю відсутній, тому райдужка є прозорою. Капіляри надають такому окові червоного забарвлення.
Вроджена чи набута відсутність райдужної оболонки має назву аніридією. Пошкодження — колобомою.
Запалення райдужки називається ірит — це форма переднього увеїту. Часто зустрічається поєднане запалення райдужки і циліарного тіла — іридоцикліт, може бути як симптомом багатьох ревматичних захворювань (напр. хвороби Бехтерєва), так і окремим захворюванням.